# 朴茨茅斯 (新罕布什尔州)

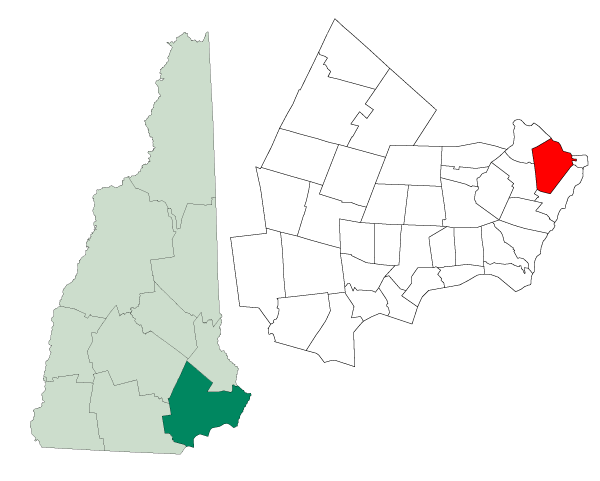

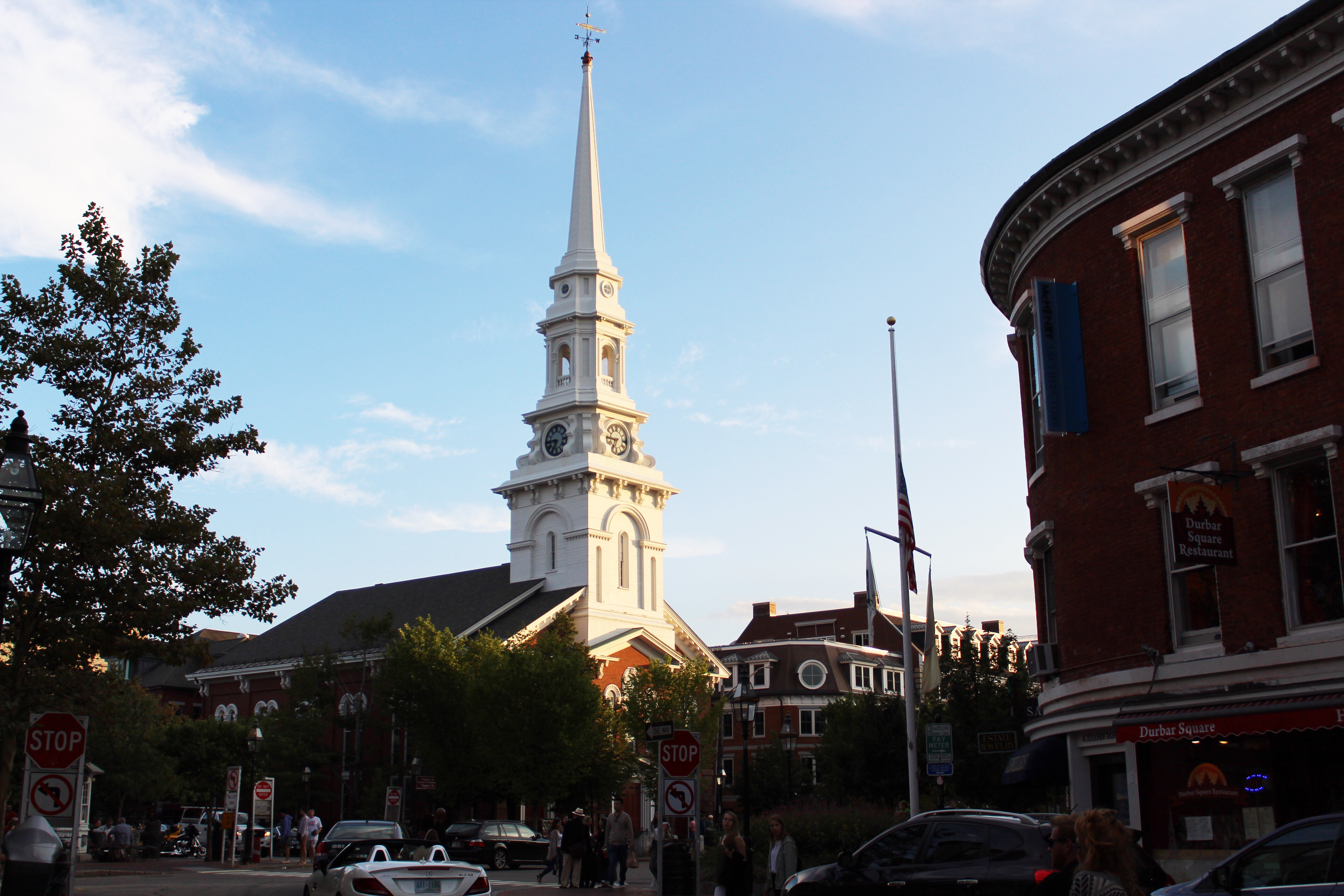

樸茨茅斯（英語：Portsmouth）是美國新罕布夏州羅京安縣的一個城市，位於皮斯特奎河南岸。面積43.5平方公里。根據美國2010年人口普查，該市人口為21,233人。
建於1630年，原稱皮斯特奎，後又改稱草莓岸（Strawbery Banke）。1653年設鎮時以殖民地的建立者約翰·梅森曾經任職的英國港口樸次茅斯命名。1849年建市。是結束日俄戰爭的《樸次茅斯和約》的簽署地。

## 姐妹／友好城市
- 英国樸次茅斯
- 北爱尔兰卡里克弗格斯
- 日本日南市
- 俄羅斯北德文斯克
- 爱沙尼亚派爾努
- 匈牙利索爾諾克

43°4′32.6″N 70°45′38.7″W / 43.075722°N 70.760750°W